# Коломяги
Коломяги не следует путать с Келломяки — старым названием посёлка Комарово

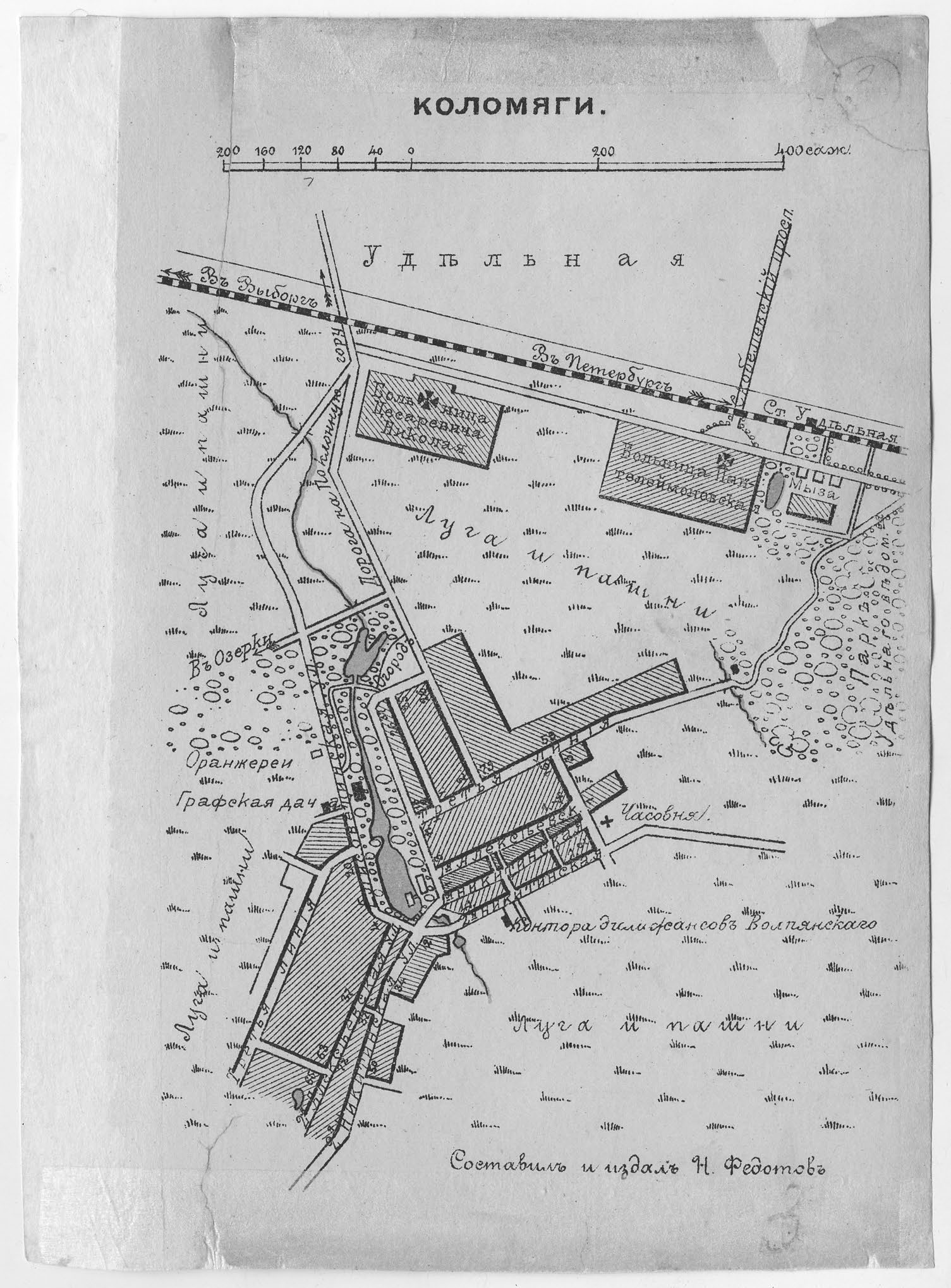
План селения Коломяги (конец XIX в.)

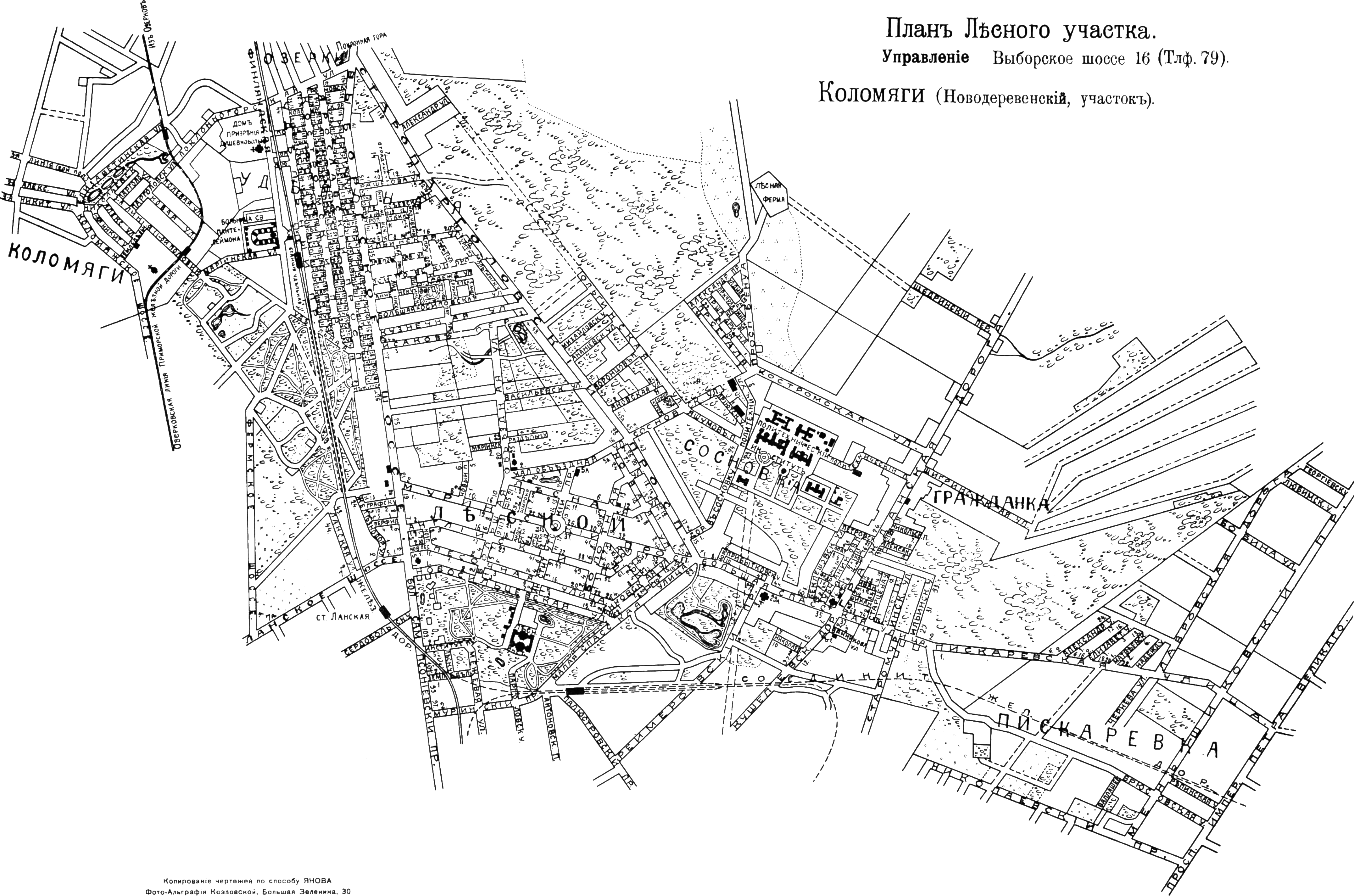
Коломяги, как часть Новодеревенского участка на карте из справочника «Весь Петербург» за 1913 год.

Коломя́ги (ранее Коломяки, фин. Kolomäki) — исторический район на севере Санкт-Петербурга (муниципальный округ № 70 (Коломяги)). Граница проходит по Парашютной улице, Шуваловскому проспекту, улице Лидии Зверевой, улице Маршала Новикова, Новосельской улице, Репищевой улице, улице Щербакова, Новоколомяжскому проспекту, Афонской улице, Вербной улице, Фермскому шоссе, аллее Юрия Морозова.
В административном устройстве Петербурга-Петрограда вплоть до 1917 года Коломяги считались пригородом и входили, наряду со Старой Деревней, в состав Новодеревенского пригородного участка.

## Наименование
По одной из версий название — это русифицированное карело-ижорское «гора с колеёй/оврагом».
Впервые это название упоминается в историко-архивных документах в 1719 году.

## История
Бывшая деревня в конце XIX в. насчитывала 130 жилых домов (не считая дач) и 750 жителей. В начале XX в. — дачный пригород Санкт-Петербурга — в летние месяцы население увеличивалось до 5—6 тыс. человек. Входила в состав Стародеревенской волости Петроградского уезда. Возле деревни существовала одноимённая железнодорожная станция Озерковской ветки Приморской железной дороги.
С 1726 года Коломяги и окрестности принадлежали барону Остерману, затем графу А. П. Бестужеву-Рюмину, после которого перешли к племяннику — князю А. Н. Волконскому. На карте Санкт-Петербургской губернии Я. Ф. Шмита 1770 год указана деревня Коломяги.
В 1789 году незамужняя дочь князя Волконского, Анна Алексеевна, продала Коломяги, а также Старую и Новую деревни сыну Саввы Яковлева — Сергею. С 1834 года Коломяги полностью принадлежали его зятю генералу А. П. Никитину (от его фамилии — 1—2-я Никитинские улицы в Коломягах; особняк Никитина сохранился на Главной (бывш. Елизаветинской) улице).
Именно при нём построен усадебный дом-особняк в стиле классицизма по проекту архитектора Мельникова. После смерти графа Никитина хозяйкой дома стала его дочь Елизавета. Она вышла замуж за графа Ф. В. Орлова-Денисова, и с этого времени особняк украшали гербы двух фамилий.
С 1897 года в Коломягах была своя добровольная пожарная дружина, а в 1904 году был организован футбольный клуб «Коломяги», неоднократный победитель первенства города.
В 1906 году в Коломягах (на углу нынешних 1-й Никитинской и Мигуновской улиц) по проекту архитектора А. А. Всеславина была построена церковь Святого великомученика Димитрия Солунского. Это одна из редчайших сохранившихся в пределах города деревянных церквей дореволюционной постройки. Церковь продолжала действовать даже в дни блокады.
Селение Коломяги включено в черту Ленинграда постановлением Президиума ВЦИК от 30 октября 1930 года.
16 июля 2009 года в Коломягах открылась вторая в Петербурге мечеть.

## Факты
На деревянной даче в Коломягах, построенной в XIX веке чиновником Министерства финансов Адольфом Россетом, до сих пор живут его потомки, в том числе правнук Михаил Россет.
В Коломягах находится мастерская скульптора Александра Позина.
Многие питерские загородные усадьбы оказались в черте города. В том числе усадьба Орловых-Денисовых.

## Достопримечательности

### Малая Октябрьская железная дорога(Озерковский проспект, дом 4)
Малая Октябрьская железная дорога открылась 28 августа 1948 года. Обслуживается дорога школьниками. Сейчас протяженность от станции «Озёрная», до станции «Юный» составляет 2,07 км.

### НМИЦ имени В.А. Алмазова(улица Аккуратова, дом 2,Тбилисская улица, дом 12,Солунская улица, дом 5)
Национальный медицинский исследовательский центр имени В.А. Алмазова. Здание построено в 2007-2010 годах по проекту архитекторов С.М. Зельцмана, Т.Ю. Душиной, Н.А. Смолина. У входа в центр установлен фонтан с двумя фигурами мальчиков.

### Учебно-спортивная база «Зенит» (улица Аккуратова, дом 7)
Учебно-спортивная база футбольного клуба «Зенит». Тренировочный центр был открыт в 1963 году с пуском двухэтажного здания. В 1994-м году перешёл во владение футбольного клуба «Зенит», а в 2002-м году проведена первая реконструкция. С 2016 года ведётся полная реконструкция.

### Институт для воспитания отсталых детей и эпилептиков (улица Аккуратова, дом 11)
Институт для воспитания отсталых детей и эпилептиков или Специальная общеобразовательная школа №1. Здание построено в 1903-1905 годах по проекту архитектора В.В. Суслова при консультации  профессора психиатрии П.И. Ковалевского. Во втором этаже здания в 1911-1912 годах по проекту архитектора Л.М. Харламова возвели Церковь Божией Матери Утоли мои печали, увенчанную куполом и звонницей. В 2010-2011 годах проведена реставрация здания. В настоящее время в здании специальная школа для детей и подростков с девиантным поведением. Школа располагается в 8 зданиях, одно из которых было построено ещё в 1890 году и является объектом культурного наследия.

### Психиатрическая больница №3 имени Скворцова-Степанова(Фермерское шоссе, дом 36)
Дом призрения душевнобольных императора Александра III или Городская больница для душевнобольных во имя св. вмч. Пантелеймона или Городская психиатрическая больница № 3 имени И. И. Скворцова-Степанова.  26 февраля 1870 года император Александра II дал «соизволение на устройство особого приюта для неизлечимых помешанных». Деревянные с мезонинами корпуса на 120-130 человек и церковь были выполнены «в сельском стиле» и покрыты изящной резьбой. В 1885 году рядом с Домом призрения открылась Петербургская городская больница для душевнобольных во имя св. вмч. целителя Пантелеймона (для беспокойных душевнобольных и хроников). В 1919 году два медицинских учреждения были объединены в Удельнинскую психиатрическую больницу. В 1931 году больнице было присвоено имя большевика И. И. Скворцова-Степанова. Здания построены в 18942-1904 годах по проектам архитекторов И.В. Штрома, П.И. Балинского, Х.Э. Несслера, И.И. Дитриха, Г.И. Люцедарского.

### Удельное земледельческое училище (Фермское шоссе, дом 34)
Удельное земледельческое училище или Больница душевнобольных во имя великомученика Пантелеймона или Психиатрическая больница или Психоневрологический диспансер № 2 Выборгского и Калининского района. Здание построено в 1832-1833 годах по проекту архитектора Удельного ведомства Х.Ф. Мейера для Удельного земледельческого училища для обучения смотрителей, осуществляющих надзор за ведением сельскохозяйственных работ крестьянами на общественных полях. В 1919 году больница вместе с находившимся рядом Домом призрения душевнобольных императора  Александра III  объединены в Удельнинскую психиатрическую больницу.

### Церковь св. вмч. Пантелеймона (Фермское шоссе, дом 36, корпус 5)
Церковь святого великомученика Пантелеймона при Доме призрения душевнобольных Цесаревича Александра построена в русском стиле из дерева 1871 году по проекту архитектора И.В. Штрома. Святыней храма стала икона св. целителя Пантелеймона, привезенная с Афона. Церковь закрыли в 1929 году и устроили в ней больничный склад. В 1990 году здание вернули епархии.

### Дом Граббе(3-я линия 1-й половины, дом 2,Мигуновская улица, дом 1)
Дом Граббе. Двухэтажное здание построено в стиле модерн в 1901-1909 годах для камергера Н.Н. Граббе. С 2018 года и по настоящее время проводятся работы по реставрации.

### Церковь святого великомученика Дмитрия Солунского(1-я Никитинская улица, дом 1)
Церковь святого великомученика Дмитрия Солунского деревянная построена в 1906 году по проекту архитектора А.А. Всеславина. Восьмерик здания увенчан кокошником с маленькими главками. Над входом возвышается одноярусная колокольня со шпилем. После революции храм не был закрыт и работал даже в дни блокады.

### Коломяжская мечеть(Репищева улица, дом 1,Парашютная улица, дом 7)
Коломяжская мечеть построена в 2006-2009 годах по проекту архитектора И.Д. Ахмедова. Двухэтажное здание мечети с восьмигранным минаретом высотой 39 метров. Рядом двухэтажный административный корпус, где предполагается размещение Исламского института, в котором будут учиться только мужчины. В институте планируют преподавать Коран, основы ислама, арабский язык и другие предметы.

### Усадьба Орловых-Денисовых (Главная улица, дом 32)
Усадьба Орловых-Денисовых построена в стиле классицизм в 1839-1841 годах по проекту архитектора А.М. Горностаева. После смерти графини Е.А. Орловой-Денисовой в 1898 году усадьба перешла к супругам Граббе. После революции здесь располагались склады, колхозные службы, сельский магазин, клуб. С середины 1960-х годов в отремонтированном особняке разместился интернат престарелых женщин, а после него – дом престарелых № 10 Ленсобеса. В начале 2011-го года здание усадьбы Орловых-Денисовых приобрела компания «Балтик-Строй». На сегодняшний день здание не используется, отапливается и охраняется. Парк усадьбы сохраняет до настоящего времени историческое планировочное решение, сохранилась значительная часть насаждений. Из прудов усадьбы сохранился только Графский, который потерял свою форму относительно исторической.

## Транспорт
Ближайшие станции метро:  «Удельная» (пешком 200 м),  «Пионерская» (1,4 км).